# Isobaar (meteorologie)

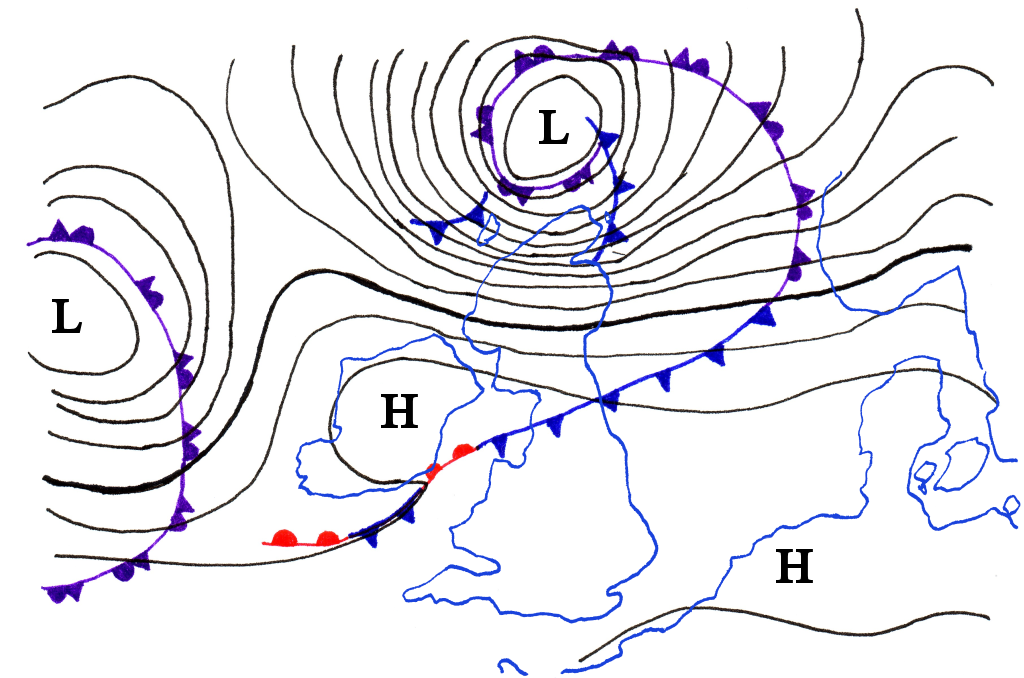
Een voorbeeld van isobaren rondom lage- en hogedrukgebieden.

Een isobaar is een lijn op een landkaart of in een diagram die punten van gelijke druk met elkaar verbindt. De eenheid van druk heet bar, alhoewel tegenwoordig de eenheid pascal de norm geworden is. De lijnen worden meestal op een afstand van 5 hectopascal luchtdrukverschil van elkaar weergegeven. Het woord wordt ook bijvoeglijk gebruikt, zoals in een  isobaar proces. Het is een voorbeeld van een isolijn die zowel in de thermodynamica als in de meteorologie veel gebruikt wordt.
Door drukverschillen in een gas of vloeistof is er sprake van een drukgradiëntkracht en zal er een stroming op gang komen van het hogedrukgebied naar het lagedrukgebied. De bewegingsrichting is loodrecht op de isobaren.

## Meteorologie
Op draaiende planeten, zoals de Aarde, treden er echter enkele bijzondere effecten op. Voor de windrichting is het Corioliseffect voornaamste. De windrichting die loodrecht op de isobaren begint verandert daardoor. Zodra de lucht in beweging komt ondervindt deze een kracht loodrecht op de richting van de beweging. De Wet van Buys Ballot geeft aan naar welke kant. Op Aarde is op het noordelijk halfrond de afwijking naar rechts: bij een lagedrukgebied is de richting van de wind tegen de wijzers van de klok in en bij een hogedrukgebied met de wijzers van de klok mee. Op het zuidelijk halfrond is de afwijking naar links en zijn de verdraaiingen net andersom. Uiteindelijk draait de wind meestal bij tot bijna evenwijdig aan de isobaren. Er is dan sprake van bijna geostrofische wind.